# Aplidium inflorescens
Aplidium inflorescens är en sjöpungsart som beskrevs av Kott 1992. Aplidium inflorescens ingår i släktet Aplidium och familjen klumpsjöpungar. Inga underarter finns listade i Catalogue of Life.